# Blood and Chocolate (novela)
Blood and Chocolate (literalmente: Sangre y Chocolate) (Besos de sangre en Hispanoamérica[cita requerida] y La marca del lobo en España), es una novela romántica sobrenatural sobre hombres lobo, para adolescentes; escrita por Annette Curtis Klause. La novela se desarrolla en los Estados Unidos contemporáneos.

## Los Loups-garoux
En la novela de Klause, los loups-garoux son una especie separada de los seres humanos, refiriéndose a sí mismos como Homo lupus. La leyenda dice que sus antepasados eran seres humanos bendecidos por la diosa lunar Selene con el poder de cambiar de forma a voluntad en criaturas como lobos, y la necesidad de transformarse; se vuelve dolorosamente irresistible con la llegada de la luna llena. Loups-garoux son presentados como bestias gloriosas que se deleitan con su doble naturaleza, pero no revelan esta verdad a los seres humanos a riesgo de una reacción violenta. De acuerdo con los hombres lobo tradicionales, la plata es venenosa cuando se introduce en el torrente sanguíneo, a menudo resultando fatal, y la muerte es un peligro real en que "cualquier cosa que pueda romper la columna vertebral va a hacer".
Loup-Garou es la palabra francesa para "hombre lobo". Su plural es loup-garous. El plural de imitación de francés podría ser loups-garoux.

## Sinopsis
Vivian Gandillon disfruta con el cambio, el dolor dulce y feroz que la trae de chica a lobo. A los dieciséis años, ella es hermosa y fuerte, y todos los jóvenes lobos están detrás de ella. Pero Vivian todavía llora por su padre muerto, sigue siendo líder de su manada, y se siente perdida en los suburbios de Maryland. Ella anhela una vida normal. Pero, ¿Que es normal para una mujer lobo?
Después, Vivian se enamora de un humano, un "chico de carne". Aiden es amable y gentil. Está fascinado por lo sobrenatural o lo desconocido, y Vivian aspira a descubrirse para él. Ella cree que él seguramente la entendería y se deleitaría con la maravilla de su naturaleza dual, y no tendría el miedo como un humano común y corriente.
Las lealtades divididas de Vivian, se tensan aún más cuando un brutal asesinato amenaza con exponer a la manada. Moviéndose entre dos mundos, y no parece pertenecer a ninguno. ¿Qué es realmente, humana o animal?, ¿Que sabe más dulce, la sangre o el chocolate?.

### Adaptación cinematográfica
La novela fue adaptada al cine en 2007, la película se basa muy vagamente en la novela. El guion de la película fue una adaptación de Ehren Kruger, y  fue dirigida por Katja von Garnier.

## Premios y nominaciones
Blood and Chocolate, ganó el Premio YALSA de 1998 al Mejor libro para jóvenes adultos.